# Wolfgang de Beer
Wolfgang de Beer (Dinslaken, 2 gennaio 1964 – Dortmund, 30 dicembre 2024) è stato un calciatore e allenatore di calcio tedesco, di ruolo portiere.

## Biografia
Dal 2002 al 2018 fu il preparatore dei portieri del Borussia Dortmund.

## Palmarès

### Club

#### Competizioni nazionali
- Campionato tedesco: 2

Borussia Dortmund: 1994-1995, 1995-1996
- Coppa di Germania: 1

Borussia Dortmund: 1988-1989
- Supercoppa di Germania: 2

Borussia Dortmund: 1995, 1996

#### Competizioni internazionali
- UEFA Champions League: 1

Borussia Dortmund: 1996-1997
- Coppa Intercontinentale: 1

Borussia Dortmund: 1997